# Vicente Battista
Pour les articles homonymes, voir Battista.
Vicente Battista, né en 1940 à Buenos Aires, est un auteur argentin de romans noirs.

## Biographie
Depuis 1963, membre de la revue littéraire El Escarabajo de Oro (Le Scarabée d'or), il fonde et dirige en collaboration avec Mario Goloboff la revue Nuevos Aires.
Il amorce sa carrière d'écrivain par la publication en 1967 du recueil de nouvelles Los Muertos qui reçoit un prix du Fonds national des Arts.
Exilé pendant la dictature militaire, entre 1973 et 1984 à Barcelone, puis aux Îles Canaries, il continue de publier à un rythme régulier des recueils de nouvelles et, à partir de 1985 avec Sirocco, des romans noirs. Le Tango de l'homme de paille (Sucesos Argentinos, 1995), qui se déroule en Argentine en pleine dictature, évoque des malversations et des pots-de-vin quand une compagnie internationale cherche à signer un lucratif contrat pour la réalisation d'autoroutes.

## Œuvre

### Romans
- El libro de todos los engaños (1984)
- Siroco (1985) Publié en français sous le titre Sirocco, traduit par Monique Roumette, Bordeaux, Le Mascaret, coll. Le Mascaret noir, 1993, 223 p.  (ISBN 2-904-50630-6)
- Sucesos Argentinos (1995) Publié en français sous le titre Le Tango de l'homme de paille, traduit par Joani Hocquenghem et revisé par Stéphanie Estournet, Paris, Gallimard, Série noire no 2594, 2000, 306 p.  (ISBN 2-070-49671-6)
- Gutiérrez a secas (2002)
- Cuaderno del ausente (2009)
- Ojos que no ven (2012)

### Recueils de nouvelles
- Los Muertos (1969)
- Esta noche reunión en casa (1973)
- Como tanta gente que anda por ahí (1975)
- El final de la calle (1992)
- El mundo de los otros (2006)
- La huella del crimen (2007)

### Nouvelle publiée en français
- El major amigo Publié en français sous le titre Le Meilleur Ami, dans Menaces : anthologie de la nouvelle noire et policière latino-américaine, Nantes, L'Atalante, Bibliothèque de l'évasion, 1993  (ISBN 2-905158-72-7)

## Sources
- Claude Mesplède (dir.), Dictionnaire des littératures policières, vol. 1 : A - I, Nantes, Joseph K, coll. « Temps noir », 2007, 1054 p. (ISBN 978-2-910-68644-4, OCLC 315873251), p. 175-176.